# 下溪街道
下溪镇，是中华人民共和国江西省上饶市广丰区下辖的一个乡镇级行政单位。

## 行政区划
下溪镇下辖以下地区：
大坪社区、王洋社区、西溪社区、官塘社区、杨村、溪滩村、双井村和大阳亭村。